# ديفيد ديفيس (سياسي أسترالي)
ديفيد ديفيس (بالإنجليزية: David Davis)‏ هو سياسي أسترالي، ولد في 8 أبريل 1962 في أستراليا. حزبياً، نشط في حزب أستراليا الليبرالي (الفرع الفيكتوري) ‏. وقد انتخب عضو المجلس التشريعي الفيكتوري عن دائرة Southern Metropolitan Region ‏ (25 نوفمبر 2006 – ) وانتخب عضو المجلس التشريعي الفيكتوري عن دائرة East Yarra Province ‏ (30 مارس 1996 – 25 نوفمبر 2006).